# Abd-al-Karim ibn Ajrad
 (juillet 2025).
La mise en forme du texte ne suit pas les recommandations de Wikipédia : il faut le « wikifier ».
Les points d'amélioration suivants sont les cas les plus fréquents. Le détail des points à revoir est peut-être précisé sur la page de discussion.
- Les titres sont pré-formatés par le logiciel. Ils ne sont ni en capitales, ni en gras.
- Le texte ne doit pas être écrit en capitales (les noms de famille non plus), ni en gras, ni en italique, ni en « petit »…
- Le gras n'est utilisé que pour surligner le titre de l'article dans l'introduction, une seule fois.
- L'italique est rarement utilisé : mots en langue étrangère, titres d'œuvres, noms de bateaux, etc.
- Les citations ne sont pas en italique mais en corps de texte normal. Elles sont entourées par des guillemets français : « et ».
- Les listes à puces sont à éviter, des paragraphes rédigés étant largement préférés. Les tableaux sont à réserver à la présentation de données structurées (résultats, etc.).
- Les appels de note de bas de page (petits chiffres en exposant, introduits par l'outil «  Source ») sont à placer entre la fin de phrase et le point final[comme ça].
- Les liens internes (vers d'autres articles de Wikipédia) sont à choisir avec parcimonie. Créez des liens vers des articles approfondissant le sujet. Les termes génériques sans rapport avec le sujet sont à éviter, ainsi que les répétitions de liens vers un même terme.
- Les liens externes sont à placer uniquement dans une section « Liens externes », à la fin de l'article. Ces liens sont à choisir avec parcimonie suivant les règles définies. Si un lien sert de source à l'article, son insertion dans le texte est à faire par les notes de bas de page.
- La présentation des références doit suivre les conventions bibliographiques. Il est recommandé d'utiliser les modèles {{Ouvrage}}, {{Chapitre}}, {{Article}}, {{Lien web}} et/ou {{Bibliographie}}. Le mode d'édition visuel peut mettre en forme automatiquement les références.
- Insérer une infobox (cadre d'informations à droite) n'est pas obligatoire pour parachever la mise en page.

Pour une aide détaillée, merci de consulter Aide:Wikification.
Si vous pensez que ces points ont été résolus, vous pouvez retirer ce bandeau et améliorer la mise en forme d'un autre article.
Abd-al-Karim ibn Ajrad est un chef du mouvement kharijite, originaire du Sistan dans l'Empire abbasside.

## Biographie
Abdul Karim est le fondateur du groupe ajradite, originaire du Sistan. 
L'imam Al-Baghdadi dit : « Quant aux Kharijites, lorsqu'ils différèrent, ils formèrent vingt groupes, dont les premiers furent les Haruriyya, puis les azraqites, les najadates, les sufrites, et enfin les ajradites. »
À l'origine de sa doctrine se trouve celle des Najadates, et Ibn Hazm l'a attribuée aux Sufrites(Soufriyya). Al-Shahrastani relève aussi qu'il est initialement l'un des compagnons d'Abou Behs. Il semble que Abd-al-Karim ibn Ajrad soit d'origine persane, tout comme la plupart de ses partisans.
Il était membre de la tribu des Atwiyyah, et disciple d'Atiyya bin al-Aswad al-Hanafi, au Sistan.
Lorsque Abdul Karim devient connu et que de nombreuses personnes rejoignent son mouvement de révolte, Khālid ibn ʿAbdallāh al-Qasrī le fait arrêter et emprisonner. Après cet événement, ses partisans du groupe ajradite se divisent en huit sectes (s'accusant parfois mutuellement d'être des infidèles) : les Saltiyyah , les Maimuniyya, les Hamziyyah, les Khalifiyya, les Atarfiyya , les Muhammadiyah, les Sha'biyyah, et les Khazmiyyah, ou, selon d'autres sources en quinze sectes.